# Вихревой аэрофон

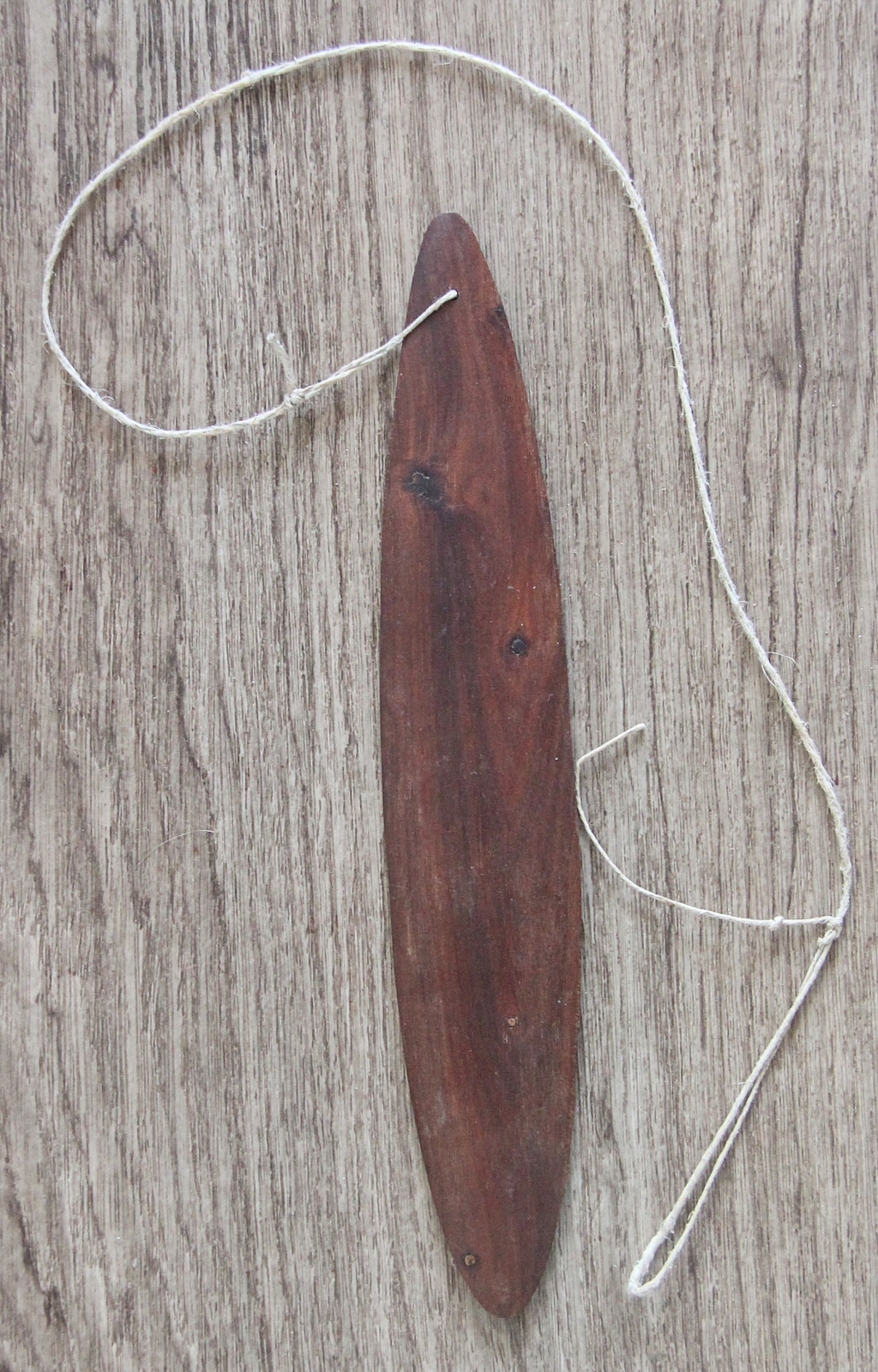
Вихревой аэрофон австралийских аборигенов

Вихревой аэрофон (въюлгын, тэлитэл, гуделка, англ. bull-roarer) — музыкальный инструмент, в котором источником звука является вибрация воздуха без применения струн или мембран.

## Конструкция
Состоит из деревянной дощечки или костяной пластинки, выполненной в виде лепестка, соединенного веревкой с деревянной ручкой. При его раскручивании издаётся гудящий или жужжащий звук, похожий на завывание вьюги, либо в зависимости от его исполненной конструкции издаёт звук похожий на мяуканье крупной дикой кошки (рыси, пантеры, пумы и т. д.).

## Использование
Распространён у народов Крайнего Севера Евразии, Африки, Меланезии, Новой Гвинеи, американских индейцев, а также у австралийских аборигенов. У австралийского народа арунта инструмент носит название «чуринга».
Часто данный инструмент использовался для шаманских обрядов, в частности, у народов Крайнего Севера, выполняя функцию ножа (защиты от злых духов), а также для отпугивания волков в селениях северных народов. Иногда его называют «шаманским телефоном». Описание других культовых музыкальных инструментов можно найти в устном народном творчестве — сказаниях и легендах. Инструменты, от простейших идиофонов до тростниковых аэрофонов и гетероглоттических хордофонов, считались орудиями, обладающими магическими свойствами.
У австралийских аборигенов инструмент также использовался в ритуальных целях, считалось, что в них обитали души предков.